# Marco Antonio Ruiz
Marco Antonio Ruiz (Tampico, 12 luglio 1969) è un allenatore di calcio ed ex calciatore messicano, di ruolo centrocampista, tecnico del Tampico Madero.

## Palmarès

### Giocatore

#### Competizioni nazionali
- Coppa del Messico: 1

Tigres UANL: 1995-1996